# Acedestia chera
Acedestia chera är en loppart som beskrevs av Jordan 1937. Acedestia chera ingår i släktet Acedestia och familjen mullvadsloppor. Inga underarter finns listade i Catalogue of Life.